# 85512 Rieugnie
85512 Rieugnie este un asteroid din centura principală de asteroizi.

## Descriere
85512 Rieugnie este un asteroid din centura principală de asteroizi. A fost descoperit pe 29 octombrie 1997 la Ramonville-St-Agne de Christian Buil. Asteroidul prezintă o orbită caracterizată de o semiaxă mare de 2,37 ua, o excentricitate de 0,20 și o înclinație de 6,7° în raport cu ecliptica.